# 후루카와 다쓰야
후루카와 다쓰야(일본어: 古川 竜也, 홋카이도 하코다테시 출신, 8월 11일~)는 게임 음악 작곡가이자, 기타리스트, 주식회사 굿쿨 대표 이사이다. 코나미의 리듬 게임 브랜드・비마니 시리즈에 곡을 제공하고 있다. good-cool명의를 자주 쓰고 있다. 요미우리 자이언츠 팬이기도 한다
자신을 "불꽃의 하우스트랭커"라고 자칭할 만큼 하우스 장르를 좋아한다. 또 "불꽃의 기타리스트"라고 자칭한 적도 있으며, 그에 따라 기타 연주로 참가 한 적도 많다. 횟수가 적긴 하지만 자기가 보컬을 맡은 적도 있다.(이 때 "정신이 들어 보니 노래하고 있었습니다", "무심코 노래해 버렸습니다"라는 코멘트가 항상 등장한다.)
대학 시절 아마추어 시절에 밴드 여러 곳에서 활동, 그 후 광고 방송등에 악곡을 제공하는 한편 색스폰 연주자 마쓰모토 히데히코에게 가르침을 받았다. 음악 이론 등을 배우면서 본격적으로 작곡 및 편곡 활동을 개시했다. 또한 "마쓰모토 히데히코&Family Business" 명의의 작품으로 제5회 일본 골드 디스크 대상/베스트 5 싱글 상을 받았다.(편곡 담당).
여러 사람과의 합작이 많은 편이다. 특히 《pop'n music》 등 작품에서 스와히데오와 합작을 자주 하는 편이며 "School"이란 명의로 곡을 내고 있다. 또 2007년 현재 Backy와의 그룹 "T-Bone"을 결성해 활동하고 있다.
2005년 6월 24일에 베스트 앨범 《good-cool ultra expander》을 발매. 코나미 주식회사의 온라인 통신판매 사이트 코나미 스타일에서 온라인 한정으로 판매하고 있다.
2009년 7월 24일, 4년 만에 앨범 《good-cool crazy operation》을 코나미 스타일에서만 한정 판매했다.